# 共同利益
在哲学、经济学和政治学中，共同利益是指一个特定社区的所有或大多数成员共享和令他們受益的东西，或者是人們以公民身份參加集体行动和积极参与政治和公共服务而獲得的东西。在不同的哲学学说中，共同利益的概念有很大的不同。早期的共同利益概念是由古希腊哲学家亚里士多德和柏拉图等人提出。植根于亚里士多德哲学的一种对共同利益的理解至今仍被普遍使用，它指的是 "属于社区的、只有通過社区才能实现的、但由社区成员个人分享的利益"。